# Паурави

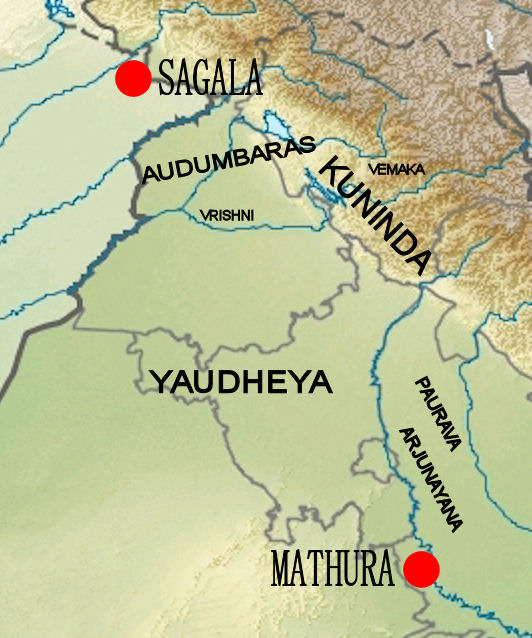

Паурави — загальна назва великого числа невеликих королівств стародавньої Індії, що існували переважно на північному заході її території в 5-4 століттях до н. е. Паурави розташовувалися біля річки Інд або неподалік від неї, та загалом були досить багатими за рахунок торгівлі. Перські царі Дарій і Ксеркс стверджували про свій суверенітет над деякими з Паурав, але їх влада була дуже слабкою. Частина території була завойована Александром Македонським в 326 році до н. е., але йому не вдалося захопити весь регіон. Пізніше весь регіон увійшов до складу імперії Маур'їв.

## Ресурси Інтеренту
- Pauravas Nation Master Encyclopedia

| Прапор Пакистану | Це незавершена стаття про Пакистан. Ви можете допомогти проєкту, виправивши або дописавши її. |

| Прапор Індії | Це незавершена стаття про Індію. Ви можете допомогти проєкту, виправивши або дописавши її. |